# Samiska efternamn
Samiska efternamn har relativt tidigt funnits bland samer. En orsak till detta är att efternamnet signalerat ägande och nyttjanderätt kopplat till släkten. 
Från Kautokeinoområdet är samiska släktnamn kända från skattelängder från och med slutet av 1600-talet. Många gamla släktnamn består fortfarande och några har spritt sig söderut längs Skanderna i och med tvångsförflyttningen av Karesuandosamer, en process som i mångt och mycket berörde familjer som tidigare flyttat ut från Kautokeino.
De samiska släktnamnen har sitt upphov i olika sorters tillnamn som givits en viss person och som sedan överförts till de efterkommande. Ursprungligen lades dessa namn till efter förnamn och patronymikon. I de äldsta kyrkböckerna i sydsamiskt område från 1600-talet står samerna ofta bara omnämnda med ett förnamn följt av epitetet finn (same). Så småningom blir förnamn följt av patronymikon det vanligaste. På 1700-talet är namnen ibland kompletterade med ytterligare tillnamn, till exempel Kant (1737), Jælker (1741) och Råik (1753). Nästan alla dessa namn försvinner dock ur de skriftliga källorna under samma århundrade, men det faktum att flera av dem är i bruk idag talar för att de har använts muntligt hela tiden.
| ”                                                                                     | Utom förnamn och fadernamn brukas allmänt äfwen slägt- eller tillnamn [---] och då ofta hemtade från någon egenhet hos stamfadern och utgöra ifrån början så kallade öknamn. Sådana äro nämligen mycket wanliga hos Lapparne [---] ofta gifwas sådane binamn för någon utmärkande egenskap eller handling och äro wanligen mer eller mindre nedsättande t. ex. peruken, skatboet för personer med yfwigt hår, bäfwern för stora framstående tänder, glasmästaren för någon, som under sömnen eller i rusigt tillstånd fallit ut genom ett fönster o. s. w. | „ |
| – ur Hofberg, Johan Herman Lapparnes giftermål. - [1879] - Ur Land och folk, årg. 7 : | |   |

## Drag i det samiska namnskicket
På nordsamiska heter släktnamn goargu. Ordet betyder, utöver släktnamn, också prakt, ära, heder. 
Inte alla samiska släktnamn vet vi idag den ursprungliga betydelsen av men här förklaras ett antal av de gamla samiska släktnamnen:

### Förnamn som släktnamn
Många släktnamn är ursprungligen förnamn. Dit hör Guttorm, Somby (ett gammalt samiskt förnamn, även skrivet Sompio), Gaup (Jakob), Spein (Svein), Siri (Sigrid), Baer (Per), Eira (Erik), Thuri (Ture), Magga (Margareta), Juuso (Josef), Baal (det samiska förnamnet Boalla, eller Pål), Matti, Simma (samiska förnamnet Simmá), Marainen (Margit), Omma (gammalt mansnamn).

### Egenskap som släktnamn
Andra släktnamn syftar på någon egenskap. Dit hör Utsi (liten), Stoor, Valkeapää (vithuvud), Partapuoli (halvskägg, enligt traditionen uppkommit genom att en man blev avbruten under rakningen, och därför ”fick gå rakad på ena och skäggig på andra sidan”), Kielatis (stum), Parffa (en med rufsigt hår), Piltto (en som är skygg eller vild), Saitton (en som använder spjut), Tjuoiki (skidlöpare), Joks (att skjuta med båge), Kuorak (harmynt eller möjligen en som följer (efter) spår), Lango (lång), Kroik/Kråik/Råik, Doj, Pingi och Mangi (onomatopoetiskt ord skall vara omöjliga att översätta då det är av den typen ljud som skall skildra den ifrågavarande personens lustiga gång, hållning eller tal o.s.v), Laula (sångare), Logje (saktmodig), Orpus (föräldralös), Rimpi (en som har en stor buk), Negga (girig, snål), Áikio (mansnamn avlett av áigi  ’tid’, i betydelsen en långsam person), Panne/Panni/Banne (en "riktig karl" från samiska bárdni, son/pojke), Fanki (en som går med tunga steg), Paltto (en som blivit skrämd, är försiktig), Poggats (möjligen betydelsen halt), Tjikkom (en person som hoppar på ett ben eller haltar svårt), Unga (ung). I Gällivare kyrkböcker finns også namn som Bjebmok (från samiskans biebmok, fosterbarn), Pienni (från samiskans pieni, liten), Riensak/Reusak (från samiskans rievssat, dalripa, kan syfta på personens skratt påminner om ripans karaktäristiska skratt), Tjågne (från samiskans tjåggŋe, puckel) och Halt.  

### Platser som släktnamn
Vissa släktnamn kommer från platser, som Tornensis (från Torneå), Kemi och Hætta eller Hetta. Det sistnämnda namnet är troligen en förkortning av Hietaniemi socken, varifrån den första person som bar namnet kom. Dennes nybygge vid Aunisjärvi fick överta namnet Hetta och blev senare kyrkplats i Enontekis församling. Släktnamnen Kaaford, Kvenangen och Porsanger syftar på de platser där släkten brukade ha sina renar under sommaren. Salming efter byn Salmi, som en gren av släkten Sarri bosatte sig vid. Salmi är sund på finska och byn Salmi ligger vid ett sund vid Talojärvi på andra sidan Torneträsk. Jåma (Jåavma (Jomafjellet) i Røyrvik), Märak (person från kustlandet), Biti (troligen Biittejávri i Karasjok), Daunius (Daunifjäll i Vilhelmina socken), Idivuoma (anfader från byn Idivuoma), Kappfjell (av fjällnamn i Grane), Palopää (finskt ortnamn med samiskt ursprungsnamn), Vasara (kan betyda hammare, men kan också komma från samiska ortnamnet Váhčir ’Gällivare’), Åhrén/Orrén (Orrnäsfjäll), Bals  (bals, tuva) medan en annan tolkning är att det kommer från ortnamnet Balsfjord i Norge. I Gällivare kyrkoböcker finns släktnamn som Alit som syftar på 'högre upp boende' det vill säga kan t.ex. syfta på att släkten ursprungligen var fjällsamer (högre upp i betydelsen de kom från fjällen) än Sjokksjokk som kallades Vuollesita (Nederbyn) där skogssamerna bodde, och släktnamnet först dyker upp i kyrkoböckerna på 1600-talet. Alit kan også betyda 'blå'. Purnu/Porno (från ortsnamnet Purnu en försvenskning av samiskans Buorna, stenklädd förvaringsgrop för kött).

### Sysselsättningar som släktnamn
Några släktnamn har med sysselsättningar eller egenskaper kopplade till sysselsättningar att göra, som Lukkari (klockare), Länsman (av yrkesbeteckningen länsmansdräng i betydelsen att stamfadern var särskilt skrivkunnig), Maaherra (landshövding), Pulk (slädmakare), Bonta (sydsamiska båantodh, rik bonde), då en anfader skall ha anlagt nybygge), Gakko (yrkesbeteckningen ”skjutsskaffare”, dvs. person anställd för att sköta en skjutsstation), Grufvisare (en som upptäckt en malmfyndighet), Påve (efter anfader som predikade på samiska).

### Samiska namn som släktnamn
Andra släktnamn är Hurri (orre), Tuolja (renskinn), Labba kan vara från samiska slabba (stor, handformig horngren (hos renar)) eller möjligen samiska ordet láppis lábbá- (lamm), Pejok (vit; vit ren), Päiviö (dag, sol), Sarri (blåbär eller möjligen samiska förnamnet Sarre, Sara), Sevä (hård snö), Sipuri (antagligen céhporis, gammal slags samisk skinnkrage),  Skaltje (mussla), Kallok (näbbsko gjord av pälsen från renens härna (pannhud)), Kuoljok (stångas, böka med hornen antagligen en person som blivit stångad av en ren), Labj (bred skida med bällingskinn), Saijets (hare), Buljo (möjligen ås(rygg) eller  vaka (om fisk vid vattenytan)), Mienna (mjuk), Pittsa/Pittja (bitter smak eller möjligen tall), Sikku (den som stryker bort, förstör’, med den speciella betydelsen den som ändrar en renmärkesregistrering, eller möjligen efter förnamnet Siggá, eller från samiska ordet för tik), Viertotak (klart väder), Åstot (köpt ren). I Gällivare finns också namn som Vuobdik (skogssame) och Sitsa (äldre kvinnonamn från lulesamiska sihtsa, ren med ljus, brungrå pälsfärg, ordets etymologi kommer från tannin som använts vid garvning, färgning och finns också i andra finskugriska språk och då för att beteckna olika färger tex Udmurtiska där adjektivet čiž betyder person med rosiga kinder ). Finsson och Finna (namn på två släkter som flyttade till/från Norge från Gällivare och med efternamn från norskans 'finn' (äldre ord för same, samma förled som återfinns i norska länet Finnmark). 
Namnen kan oftast tolkas som en beskrivning av en egenskap eller händelse sammanknippad med den ursprunglige bäraren.  
| ”                                                                                     | Dylika öknamn begagnas wäl endast, då den ifrågawarande personen icke hör det och skulle säkerligen illa upptagas, om det skedde i hans närwaro; men de bibehålla sig mycket länge, och sedan en Lapp en gång fått ett öknamn, kan han swårligen befria sig derifrån, såwida han ej råkar få ett annat, som är ännu mera utmärkande. De förekomma äfwen – eget nog – i äldre kyrkoböcker och domstolshandlingar, emedan domare och fogde för att skilja mellan personer med lika namn, wanligen frågade efter om de hade något öknamn, hwilket då af tolken uppgafs. Detta tillnamn infördes då dels af förutnämnda orsak, dels af okunnighet om det lappska ordets betydelse. Några af dessa torde wäl hafwa öfwergått till werkliga slägtnamn. | „ |
| – ur Hofberg, Johan Herman Lapparnes giftermål. - [1879] - Ur Land och folk, årg. 7 : | |   |

## Släktnamn i olika länder
Eftersom samerna finns i flera nationalstater (Sverige, Finland, Norge och Ryssland) och de har i de nordligaste delarna i perioder betalt skatt till flera länder så har både stavning och namn påverkats av nationalstaternas språk (och språkkunnighet) i administrationen. Namn som idag uppfattas som genuina samiska släktnamn behöver nödvändigtvis inte alls vara av samiskspråkigt ursprung utan kan ha påverkats av eller rent av vara ord från de omkringliggande språken. Vissa namn kan också tolkas olika beroende på vilket språk tolkningen utgår från. Exempelvis Marakatt som kan komma från finska marakatti (markatt i betydelsen kvick som en vessla) eller möjligen från samiska förnamnet Márggat (Margit) eller vara en förfinskning av skoltsamiskt namn med ryskt ursprung (Marakoff).

## Inställningen till samiska namn
Assimileringspolitik och fördomar har gjort att många samer idag inte har ett samisk-klingande släktnamn. Detta förklarar historiken och släktforskaren Johannes Marainen med att det var skamligt att ha ett samisk efternamn förr och därför var det enklare att byta sitt samiska efternamn till ett svenskt. Det är inte så länge sedan, så sent som på 1960-talet var det fortfarande så. Han ger i en intervju exempel på att det var t.ex. svårt att få bostad med "fel" efternamn. Många samer hade dubbla efternamn i folkbokföringen så man tog bort sitt samiska släktnamn. Sedan fanns det många som gifte sig med en svensk och var tvungna att ta bort sitt samiska efternamn. 
I inledningen på sin bok Samesläkter i Gällivare (2019) konstaterar Johannes Marainen att av 129 samiska släktnamn i Gällivare socken är endast 25 fortfarande i bruk. I tillägg har sju namn kommit utifrån, ett från Jukkasjärvi och sex från Karesuando varav två ursprungligen är från Kautokeino. De absolut flesta namnen slutade användas beroende på att samer som blev nybyggare. Några släktnamn försvann när samerna (som enligt lappkodicillen hade rätt att enkelt byta medborgarskap) flyttade till Norge. 
I Norge fanns en lag, Jordsalgslova, som gällde helt fram till 1965 och som ställde krav på att köpare av statens mark måste ha norskt medborgarskap, ha norska som modersmål och både kunna tala, skriva och läsa norska samt använda norska dagligen. Lagen påverkade många fastboende samer i Norge att byta både språk och efternamn för att kunna förvärva mark från norska staten.
Marainen tar som exempel släktnamnet Hotti som inte finns kvar i Gällivare socken på grund av att den grenen blev bofasta. Den gren som fortfarande använder namnet har flyttat till Karesuando. Det är en tydlig skillnad att samer, främst skogssamer, som tog upp nybyggen inte har kvar sina samiska efternamn oaktat om de fortsatte med renskötsel eller inte. Att skogssamerna fortsatte att kombinera renskötsel med mindre gårdsbruk var något som svenska myndigheterna inte såg på med blida ögon. 
Han hänvisar till Gabriella Nordins avhandling Äktenskap i Sapmi (2009) att nybyggarsamerna "fullständigt fjärmade sig från assimilering genom att även i fortsättningen gifta sig med samiska kvinnor. På så sätt höll man fast vid gamla seder och bruk."  90% av nybyggaräktenskaperna i Gällivare hade bägge kontrahenter samisk härkomst.  
Det vanligaste efternamnet i Sametingets röstlängd är 2013 Andersson enligt Sameradions undersökning.  

## Samiska parentonymiska namn
Parallellt med officiella namn som finns i till exempel folkbokföringen används s.k. parentonymiska namn då det talas samiska. Det innebär att en person presenterar sig genom att ange en av föräldrarnas förnamn och sitt eget förnamn. Detta för att ge den som lyssnar en möjlighet att identifiera vilken släkt personen kommer ifrån. Ibland används fler generationer som till exempel morfars + mors + talarens förnamn eller ändå fler generationer. I Sameradions nyhetssändningar kan man till exempel ibland höra samma reporter presenteras med samiskt parentonymikon i den samiskspråkiga nyhetssändningen, men med det officiella för- och efternamnet i de svenskspråkiga nyheterna. En person som heter till exempel Anna Persson på svenska kan alltså presentera sig som Bieraš Niilas Mikkala Ánna på samiska (Lill-Pers Nils Mikaels Anna). Detta innebär att samisktalande samer, oaktat om efternamnet är ett samiskt släktnamn eller inte, parallellt kan använda samiska parentonymiska namn.
En del forskare menar att släktnamn inte är ett inhemskt samiskt fenomen utan måste kommit utifrån, efter inverkan av majoritetssamhället. Som argument används att personer med samiska släktnamn inte presenterar sig på samiska med släktnamnet utan använder parentonymiska namn. Andra forskare menar att släktnamnen betyder en hel släkt, medan parentonymiska namnet definierar individen och familjen.